# 赫聖王
赫聖王（かくせいおう、? - 紀元前385年）は、箕子朝鮮の第32代の王（在位：紀元前413年 - 紀元前385年）。赫聖王は諡で、諱は（『盎葉記』は「隲」に作る）。王位は和羅王（謂）が継承。